# E i cani abbaiano
E i cani abbaiano (Murder gone to Earth o The dogs do bark) è un romanzo giallo del 1936 scritto da Jonathan Stagge (pseudonimo dei due giallisti già operanti come Patrick Quentin); è il primo della serie con protagonisti il dottor Hugh Westlake e sua figlia di undici anni, Dawn.

## Trama
Hugh Westlake è il medico della cittadina di Kenmore, nella campagna statunitense del Nord-Est; è ancora giovane, ma è rimasto da poco vedovo, con una figlia di undici anni, Dawn, da crescere da solo.
A Kenmore, come in tutte le piccole città, i passatempi non sono molti: uno dei più diffusi è certamente la stagione di caccia. Hugh e la piccola Dawn vi prendono parte assieme a tutte le personalità del luogo. Ma presto il loro divertimento viene interrotto da un'orrenda scoperta: il corpo decapitato di una giovane donna, completamente nuda. Immediatamente i sospetti su chi possa essere si indirizzano sulla chiacchieratissima Anne Grimshawe, ragazza del luogo con una lunga scia di relazioni con uomini sposati, di recente cacciata di casa dal padre e scomparsa. Ma si tratta davvero di lei? E come si collega alla sua morte l'omicidio dell'anziana chiacchierona Louella Howell?
Toccherà al dottor Westlake, che svolge anche le mansioni di giudice di pace della zona, improvvisarsi detective assieme all'amico Ispettore Cobb, e con un inaspettato aiuto: quello della piccola, ma già ampiamente intuitiva, figlioletta Dawn, che con il suo spirito di osservazione e la sua innocenza fanciullesca gli fornirà più di un indizio decisivo...

## Personaggi principali
- Hugh Westlake, medico di Kenmore
- Dawn Westlake, sua figlia
- Ispettore Cobb, della polizia di Groveston
- Francis e Clara Faulkner, Tommy ed Helen Travers, Cyril Howell, membri del circolo di caccia
- Louella Howell, moglie di Cyril, anziana chiacchierona
- Rosemary Howell, nipote di Cyril e Louella
- Elias Grimshawe, proprietario terriero
- Walter ed Anne Grimshawe, suoi figli
- Susan Leonard, infermiera

## Edizioni italiane
- E i cani abbaiano, collana Il Giallo Mondadori n. 377, Arnoldo Mondadori Editore, aprile 1956.
- E i cani abbaiano..., traduzione di Michele Bombati, collana I classici del Giallo Mondadori n. 917, Arnoldo Mondadori Editore, marzo 2002, pp. 201.